# Antonio Gelabert Massot

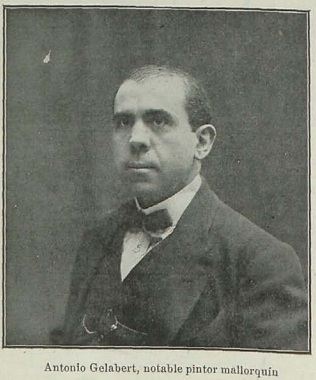
Fotografiado hacia 1918.

Antonio Gelabert Massot (Palma de Mallorca, 1877-Deyá, 1932) fue un pintor modernista español.

## Biografía

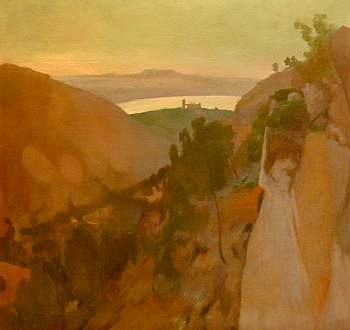
Bahía de Palma desde Na Burguesa

Nacido en Palma de Mallorca en 1877, fue considerado uno de los mayores exponentes de la llamada escuela de Deyá, especializada en paisajismo. Se suicidó en Deyá a los 55 años de edad en el año 1932. Se ha destacado la influencia de Santiago Rusiñol en su obra.